# ریوردیل (ایلینوی)
ریوردیل، ایلینوی (به انگلیسی: Riverdale, Illinois) یک روستا در ایالات متحده آمریکا است که در شهرستان کوک واقع شده‌است.

## خصوصیات
ریوردیل ۱۳٬۵۴۹ نفر جمعیت دارد.